# Buddy Roemer
Charles Elson «Buddy» Roemer III (Shreveport, 4 de octubre de 1943-Baton Rouge, 17 de mayo de 2021) fue un político estadounidense y miembro del Partido Republicano. Se desempeñó como representante de Estados Unidos de 1981 a 1988 y como el 52.º gobernador de Luisiana desde 1988 a 1992. 

## Vida política
Fue un miembro de la Cámara de Representantes de los EE. UU. por el 4.º distrito congresional de Luisiana desde 1981 a 1988.
Se postuló para la gobernación de Luisiana en 1987. Debido a que ningún candidato superó el 50% de los votos, tanto el gobernador titular Edwin Edwards como Roemer pasaron a la segunda vuelta electoral, destinada a realizarse el 21 de noviembre. Dado que prácticamente todas las fórmulas derrotadas apoyaron a Roemer en la segunda vuelta, y con las encuestas pronosticando una derrota aplastante para Edwards, éste resolvió no presentarse al desempate, por lo que Roemer fue declarado gobernador electo y asumió el cargo el 14 de marzo.
Aunque fue elegido como demócrata en 1987, se afilió al Partido Republicano el 11 de marzo de 1991. Buscó reelegirse para la gobernación de Luisiana sin éxito en 1991 y 1995. 
En enero de 2011, Roemer le dijo a una estación de televisión de Baton Rouge que consideraba postularse a la nominación para Presidente de los Estados Unidos para las primarias presidenciales del Partido Republicano de 2012.  El 21 de julio de 2011, Roemer anunció su entrada a la campaña en el Dartmouth College de Hanover, Nuevo Hampshire.

## Fallecimiento
Tuvo un derrame cerebral en 2014, que afectó su hablar. También tenía diabetes tipo 1. Murió en su casa en Baton Rouge el 17 de mayo de 2021, a los 77 años.